# Théodore Hannon
Théodore Hannon (Ixelles, 1 de octubre de 1851- 7 de abril de 1916) fue un pintor y poeta belga, en lengua francesa.

## Biografía
Dirigió una revista literaria, L´Artiste, en la que colaboró Huysmans, de quien fue amigo. Sus primeras obras poéticas y, especialmente, las Rimes de joie (1881), atrajeron sobre sí la atención y admiración del mundo literario de su época. Joris-Karl Huysmans, sobre todo, veían en él a un discípulo aventajado de Charles Baudelaire y de Theophile Gautier, y lo elogió en A contrapelo. Descendía de Baudelaire por el aspecto plástico, relacionándose con la visión de los seres y de las cosas. Rubén Darío lo incluyó entre sus poetas admirados y le dedicó un capítulo en Los Raros. Sus versos se inclinan hacia las elegancias rebuscadas y los placeres facticios. No obstante, Hannon que abundó en las parodias fáciles, la poesía erótica y las obras de teatro de boulevard, fue rápidamente olvidado.
Fue también pintor y diseñador. En 1883, ilustró La Vie bête, de Max Waller.

## Obras
- Rimes de joie (1881)
- Au pays du Manneken-Pis (1883)
- Le Candélabre (1883)
- La Valkyrigole (1887)